# 안드레아스 폰 작센코부르크고타 공작
안드레아스 폰 작센코부르크고타 공작(Andreas Michael Friedrich Hans Armin Siegfried Hubertus Prinz von Sachsen-Coburg und Gotha Herzog von Sachsen, 1943년 3월 21일~2025년 4월 3일)은 독일의 지주이자 귀족으로, 1998년부터 2025년까지  작센코부르크고타가의 수장을 맡아 왔다.